# Once Upon a Time in December
Once Upon a Time in December è un album live del gruppo musicale alternative rock Hard-Fi, pubblicato nel 2007.

## Tracce
CD 1
Testi e musiche di Richard Archer.
1. Middle Eastern Holiday – 5:09
2. Gotta Reason – 3:36
3. Can't Get Along – 3:22
4. Tied Up Too Tight – 5:38
5. Television – 6:01
6. Better Do Better – 4:50
7. I Shall Overcome – 5:20
8. Help Me Please – 3:21
9. Little Angel – 3:35
10. Suburban Knights – 3:51

CD 2
Testi e musiche di Richard Archer.
1. We Need Love – 6:49
2. You and Me – 5:16
3. Tonight – 4:45
4. Cash Machine – 6:01
5. Hard to Beat – 6:53
6. The King – 5:00
7. Stars of CCTV – 9:03
8. Living for the Weekend – 5:55